# Merry-Joseph Blondel
Merry-Joseph Blondel (Parigi, 25 luglio 1781 – Parigi, 12 giugno 1853) è stato un pittore francese, abile decoratore e ritrattista ed esponente del movimento neoclassico.

## Biografia
Merry-Joseph Blondel era figlio del pittore Joseph-Armand Blondel, accademico di San Luca, e di Marie-Geneviève Marchand. All'inizio i genitori lo indirizzarono alla carrera notarile, e all'età di 14 anni lo inviarono presso un notaio. Ma ben presto assecondarono la sua inclinazione e lo avviarono all'attività artistica.

Al termine di un iniziale apprendistato presso la manifattura di porcellane "Dihl et Guerchard", dove fu allievo di Étienne Charles Legnay, Blondel studiò pittura con Jean-Baptiste Regnault. Con l'opera Enea porta suo padre Anchise vinse il Prix de Rome nel 1803.

Soggiornò quindi a Villa Medici per tre anni, dal 1809 al 1812, per poi ritornare a Parigi. Iniziò subito ad esporre al Salon, finché nel 1817 vinse una medaglia d'oro con il quadro Morte di Luigi XII.

Con quest'opera si aprì per Blondel un fertile periodo di decoratore. Dipinse infatti il Salone e la galleria di Diana al castello di Fontainebleau, il soffitto del Palazzo Brongniart, diversi soffitti al museo del Louvre (fra cui la celebre galleria di Apollo) e la sala delle assemblee al Palais du Luxembourg (il Senato). La serie di Psiche di Joseph Dufour fu tratta nel 1815 dai suoi disegni.
Fu amico di Charles Percier, architetto e decoratore, uno dei principali ideatori e rappresentanti dello "stile impero", e ne fece il ritratto, una prima volta nel 1839, poi, su ordinazione del re Luigi Filippo nel 1840, una versione più grande per il Museo storico di Versailles. Lasciò così una delle rare immagini di Percier, assieme a quella dipinta da Robert Lefèvre.

Dipinse inoltre Napoleone in visita al Palais Royal, oggi visibile nella sala dei passi perduti del Palais Royal, allora sede del Tribunat.
Nel 1840 dipinse anche la serie dei sovrani in Terra santa: Riccardo cuor di leone, Raimondo IV di Tolosa, Jean de Joinville, etc. per la Sala detta "delle Crociate" nel Museo nazionale di Versailles e del Trianon.
Colui del quale Ingres invidiava la tecnica e che fu anche ritratto dallo stesso Ingres non si poté comunque sottrarre ai danni e agli sconvolgimenti del XX secolo modernista, che lo giudicò troppo diligente e noioso, troppo "primo della classe" per poterne apprezzare l'opera. Né fu risparmiato al Louvre, dato che i tre comparti della sala "Henri II" furono deposti nel 1938 e sostituiti nel 1953 con una decorazione di Georges Braque, certamente bella, ma priva di qualsiasi rapporto con le altre decorazioni circostanti, e che un'altra composizione di Blondel, La Francia vittoriosa a Bouvines, posta nella sala delle donazioni di Thiers, fu anch'essa nascosta da un controsoffitto nel 1962 (tutt'oggi visibile). Un terzo decoro a soffitto, nella sala delle donazioni Camondo, rappresentante La Francia riceve da Luigi XVIII la Carta Costituzionale, è stato occultato.
Come molti suoi contemporanei, Blondel fu comunque toccato dallo spirito del romanticismo, dall'espressione dello scatenarsi delle passioni e degli elementi naturali. Ma egli resta uno dei più rappresentativi artisti della pittura storica della prima metà del XIX secolo.
Merry-Joseph Blondel fu eletto membro dell'Accademia di Belle Arti nel 1832, e quindi nominato professore alla Scuola di Belle Arti di Parigi. Morì sempre a Parigi all'età di 72 anni, nel 1853.

## Opere
Lista parziale delle opere esposte in collezioni pubbliche:
- Fontainebleau, Château de Fontainebleau: Salone e galleria di Diana.
- Parigi, Palazzo Brongniart: soffitto.
- Louvre:
  - La France au milieu des rois législateurs et des juriconsultes français reçoit de Louis XVIII la Charte constitutionnelle, 1827.
  - La France victorieuse à Bouvines, 1828.
- Palais-Royal: Napoléon visitant le Palais-Royal.
- Digione, Museo di belle arti: Ecuba e Polissena, 1814, olio su tela.
- Museo Magnin:
  - La Justice protégeant le Commerce
  - Napoléon à Sainte-Hélène entre les génies de son destin
  - Scène antique (attribuito)
- Versailles, Museo nazionale di Versailles e del Trianon, sala delle Crociate:
  - Richard Cœur de Lion, 1840.
  - Raymond IV de Toulouse, 1840.
  - Jean de Joinville, 1840.
- Durham (Carolina del Nord), Stati Uniti, The Nasher Museum of Art at Duke University : La Madeleine pénitente, 1811.

Blondel dipinse anche il quadro La Circassienne au bain, andato perduto durante il naufragio del Titanic.

## Galleria d'immagini

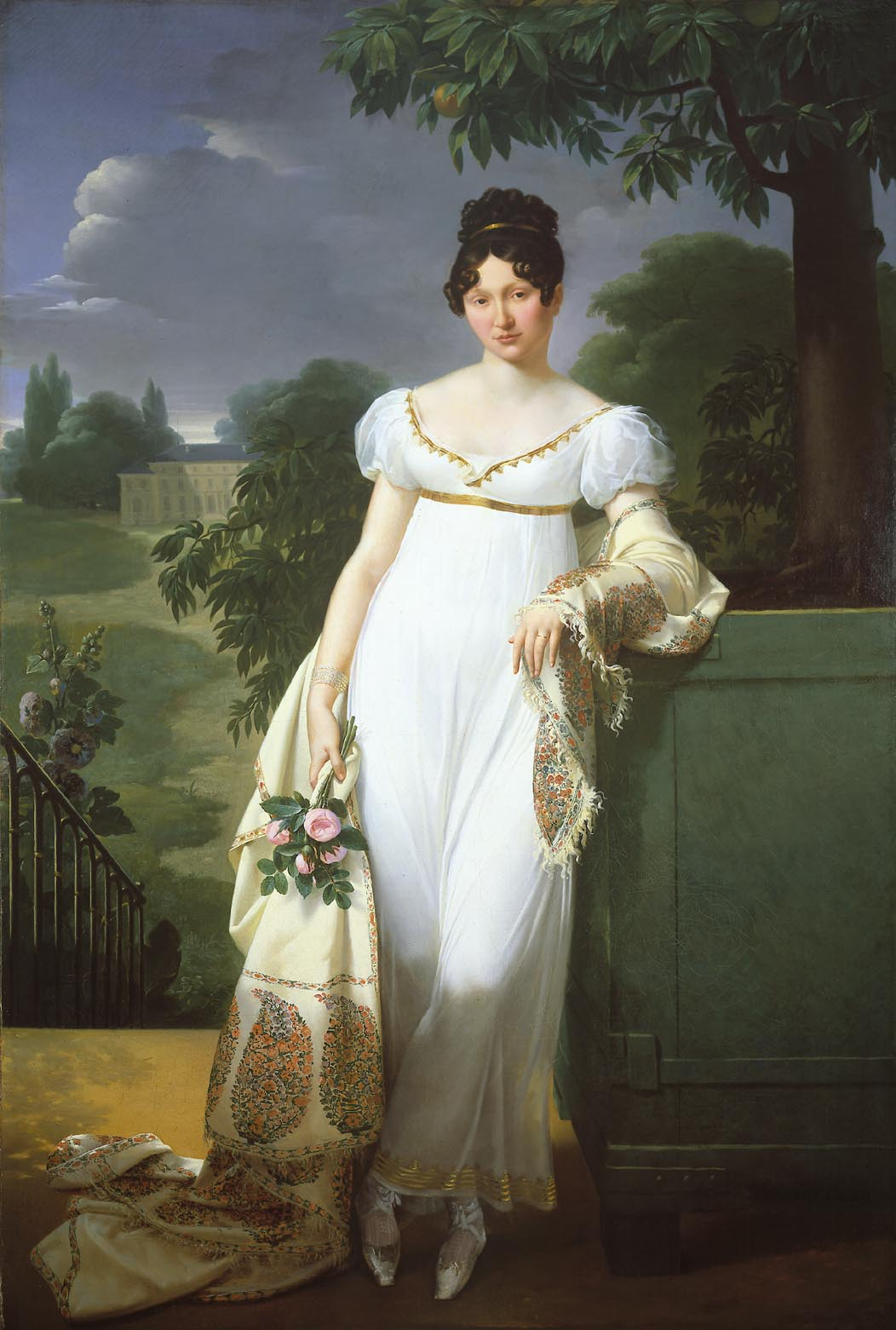
Costanza di Durfort.
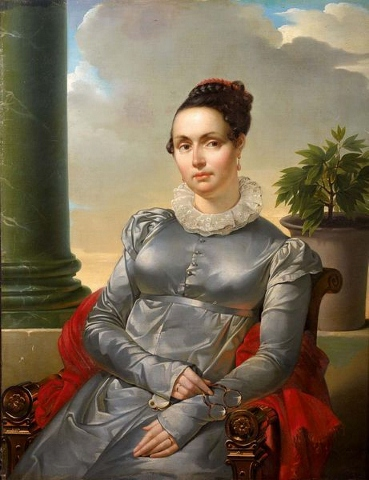
Costanza di Durfort.
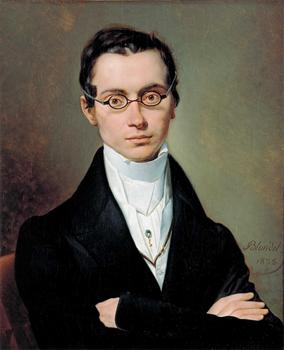
Jean-Baptiste Roustain
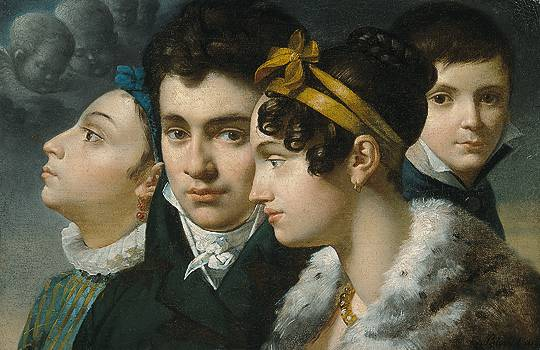
Ritratto di famiglia
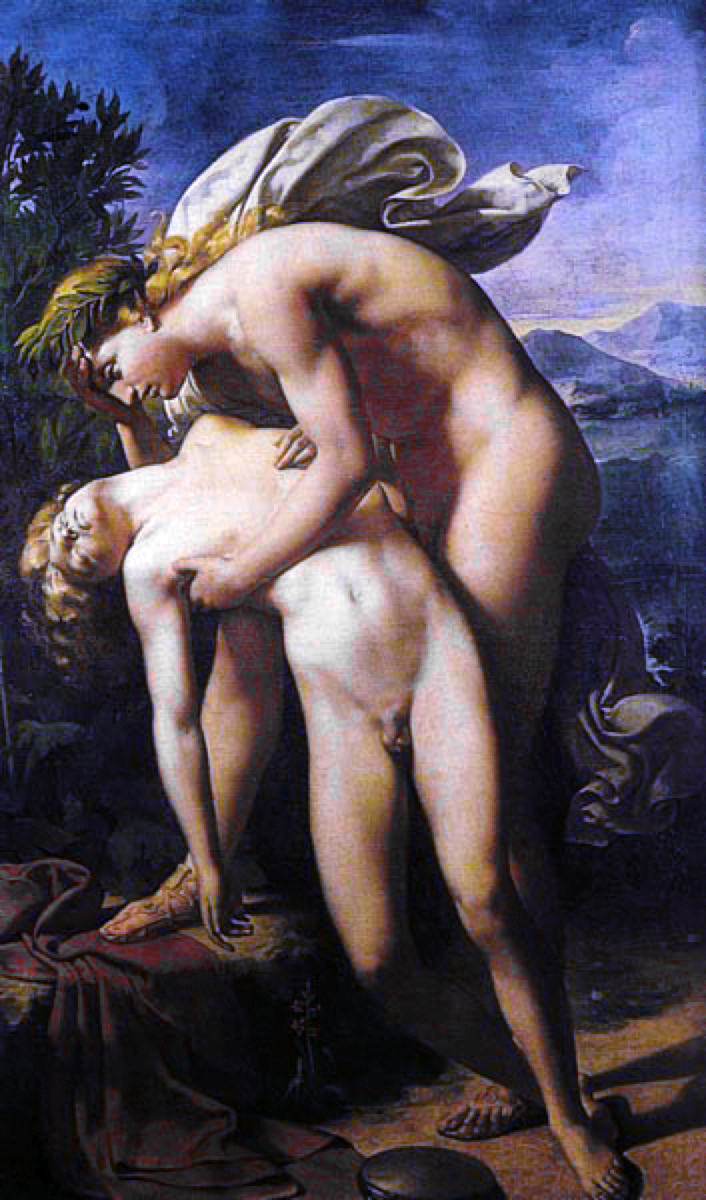
Morte di Giacinto
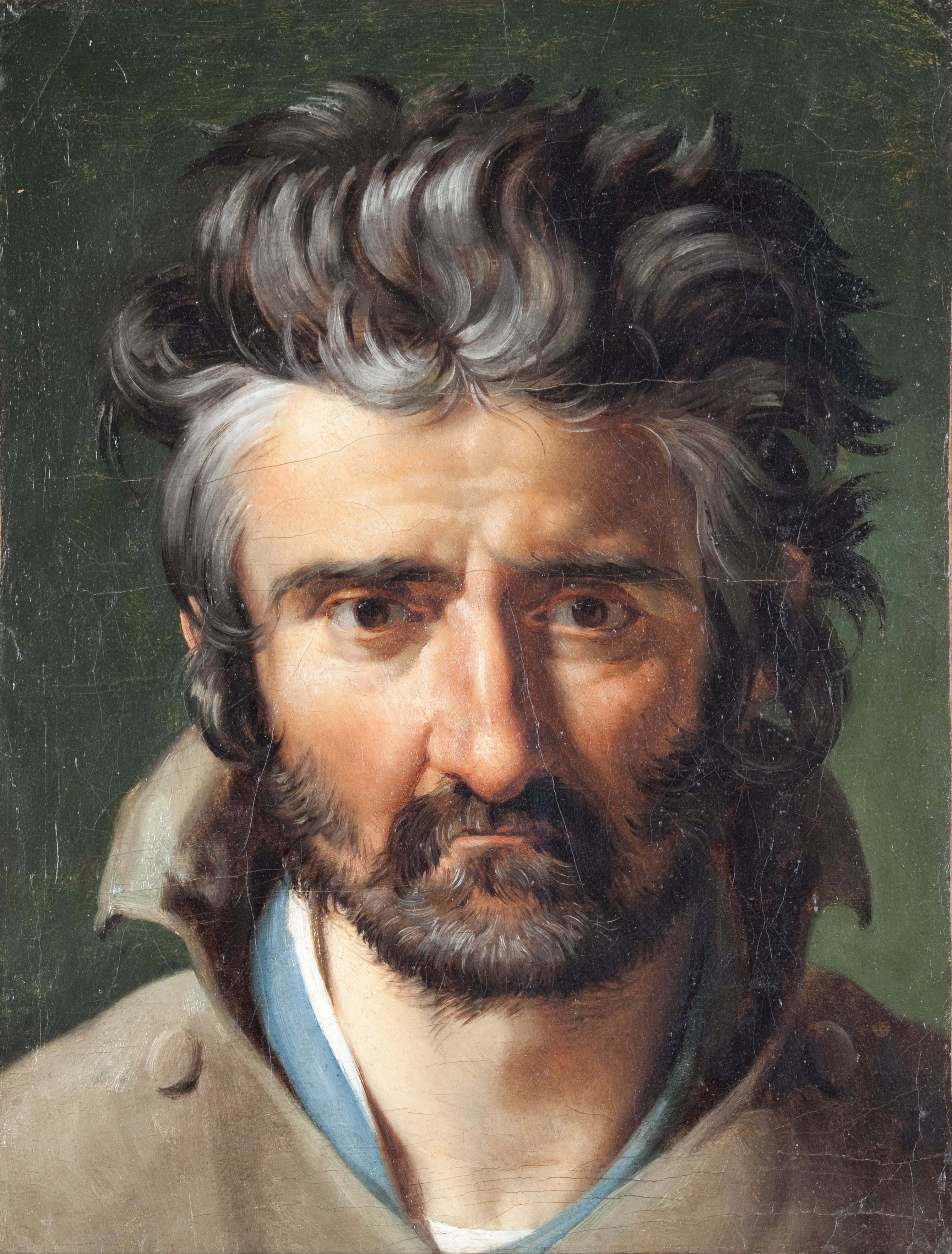
Testa d'uomo
Ritratto di Madame Blondel.
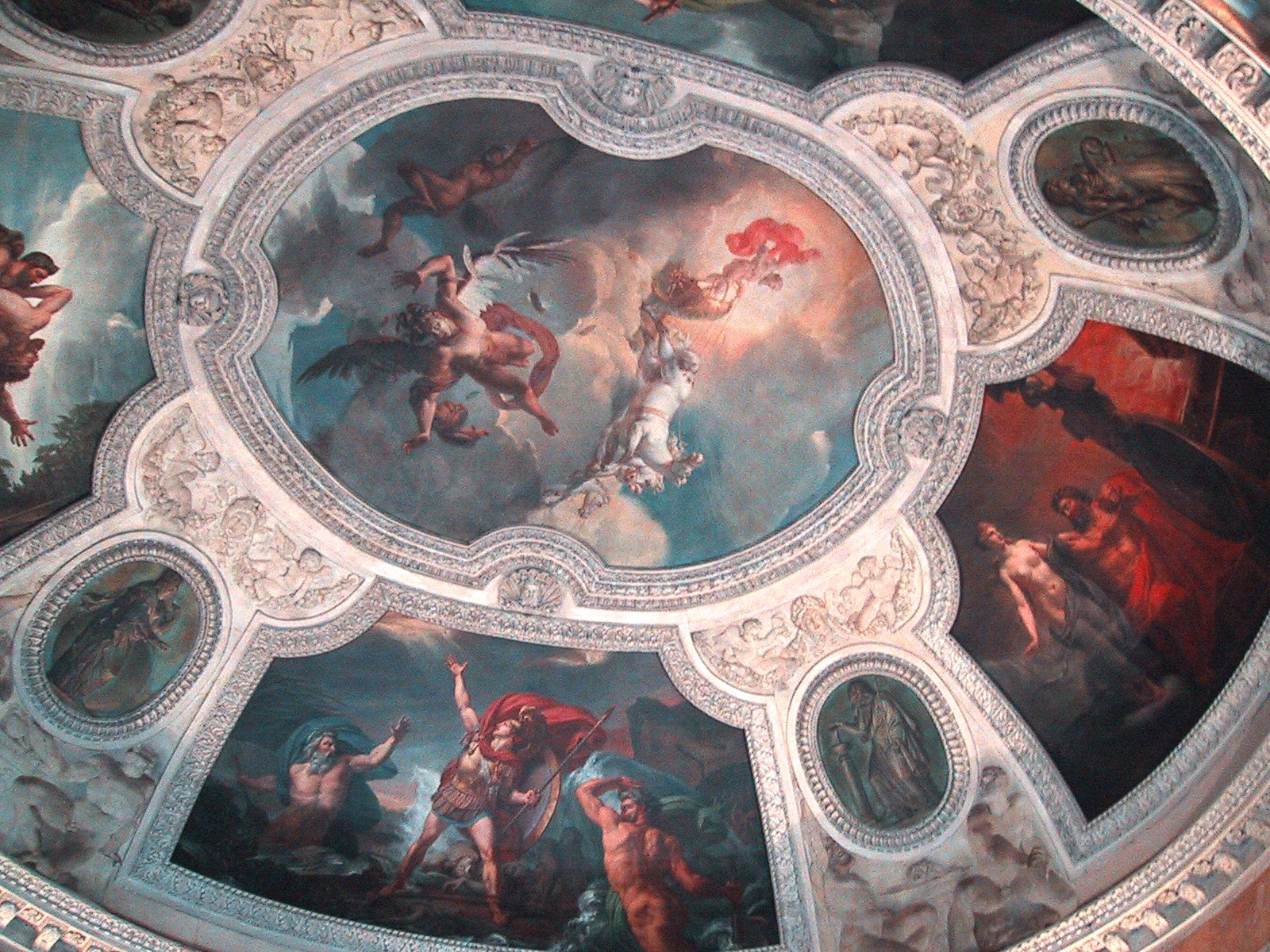
Soffitto al Louvre La Rotonda di Apollo.
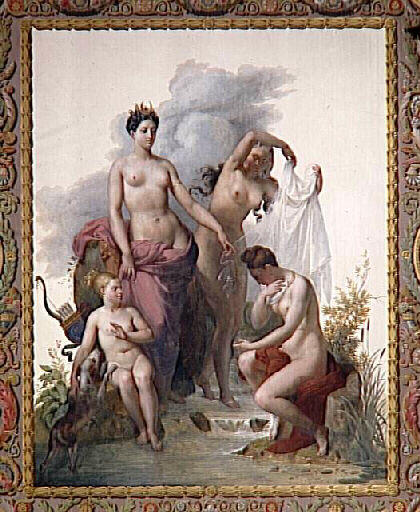
Diana scaccia la ninfa Callisto.
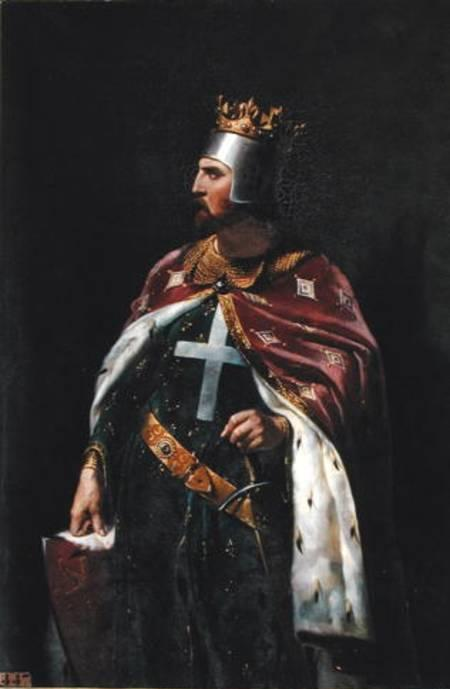
Riccardo I Cuor di leone.